# Electric Pink
Electric Pink — четвёртый мини-альбом американской эмо-группы, The Promise Ring и их последний релиз на лейбле Jade Tree, выпущен в 2000 году.

## Об альбоме
Песня «Strictly Television» была записана ещё во время записи альбома Very Emergency, и она по звучанию больше напоминает поздние альбомы группы. «American Girl» представлена в акустической версии, оригинал присутствовал на Boys + Girls.

## Список композиций
1. «Electric Pink»
2. «Strictly Television»
3. «American Girl»
4. «Make Me a Mixtape»

## Принимали участие в записи
- Дейви вон Болем — гитара, вокал
- Джейсон Гневиков — гитара
- Скотт Шоинбек — бас-гитара
- Дэн Дидиер — барабаны